# Dreifaltigkeitskapelle (Tiefenberg)

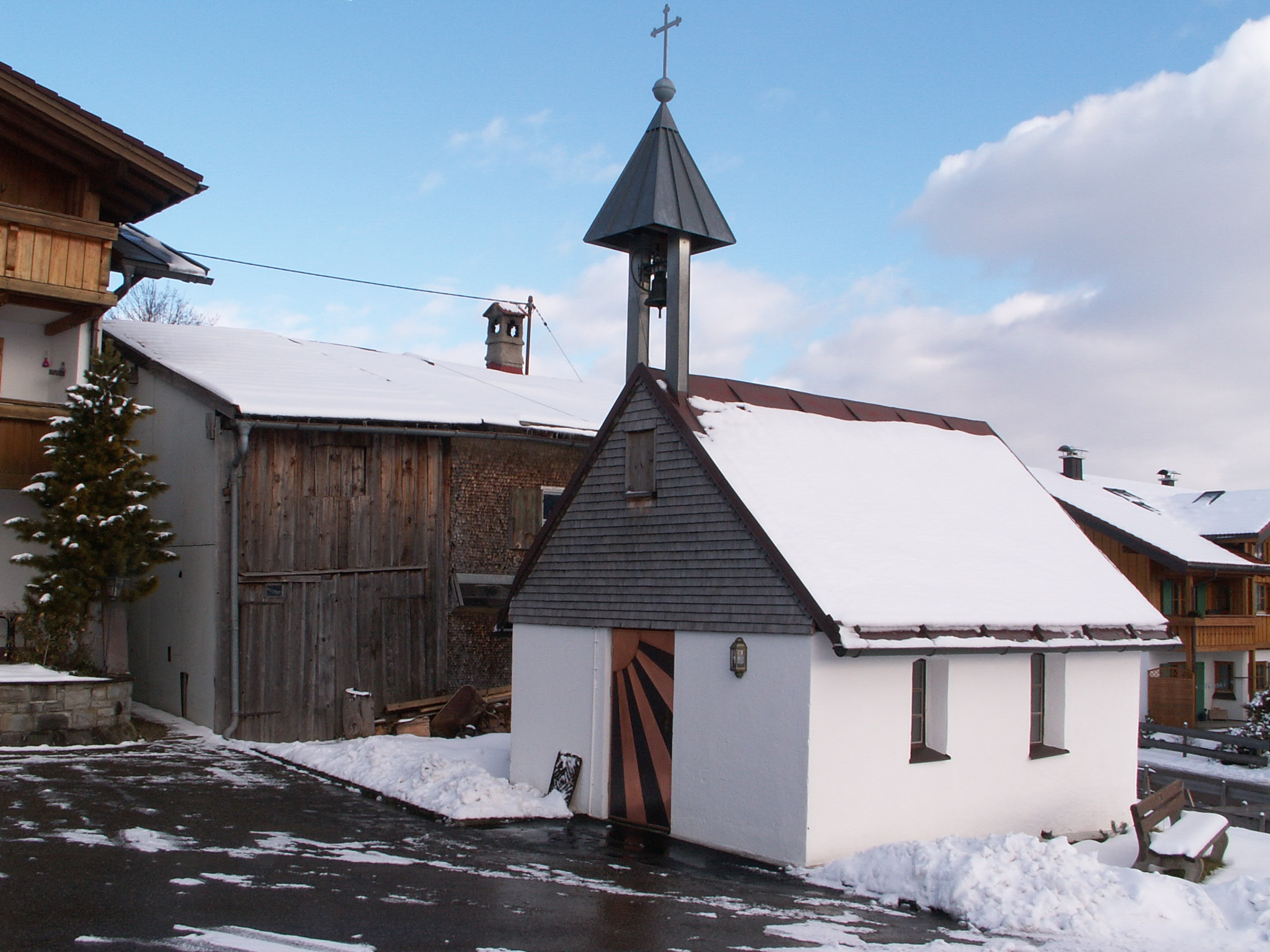
Dreifaltigkeitskapelle

Die Dreifaltigkeitskapelle im Ofterschwanger Ortsteil Tiefenberg ist ein Bauwerk aus dem 17. Jahrhundert.

## Geschichte und Beschreibung
In einem eichenen Türsturz findet sich die Jahreszahl 1657; dieses Jahr wird daher als Jahr der Erbauung der Kapelle angenommen. Im Dachreiter hängt eine Glocke, die in Kempten von Michael Weingarten gegossen wurde. Sie trägt die Jahreszahl 1708 und die Umschrift „AVE MARIA GRATIA PLENA DOMINUS TECUM“. In einer querovalen Kartusche findet sich die Gießerinschrift „IM HOCHFIRST STYFFT KEMPTEN GOS MICH MICHAEL WEINGARTEN“.
Geschmückt ist die Kapelle unter anderem mit Kreuzwegdarstellungen aus dem Jahr 1777, zwei Aquarellen aus dem 18. Jahrhundert, die den heiligen Martin zu Pferd und den heiligen Wendelin zeigen, sowie einer hölzernen bekleideten Muttergottesfigur aus dem späten 18. Jahrhundert. Kopf und Hände des Jesuskindes, das sie hält, wurden aus Wachs geformt.
An die 13 Einwohner von Tiefenberg, die im Ersten und Zweiten Weltkrieg ums Leben kamen, erinnert eine Gedenktafel.
Die Kapelle enthält als Hauptstück einen kleinen Rokokoaltar aus dem Jahr 1791, der aus Obergünzburg stammt. Die Heilige Dreifaltigkeit bildet die Mittelgruppe dieses Altars, an den Seiten knien der heilige Dominikus sowie die heilige Katharina von Siena. Der Altar wurde im Jahr 1927 neu marmoriert. Damals wurde auch der Rest der Kapelle restauriert; im Zuge dieser Arbeiten wurde der alte Eingang, der sich auf der Südseite befand, zugemauert und durch einen Eingang auf der Westseite ersetzt. Am 24. November 1927 wurde das Patroziniumsfest – die Kapelle ist dem heiligen Johannes vom Kreuz geweiht – feierlich begangen. Eine frühere Renovierung hat wohl 1860 stattgefunden; jedenfalls findet sich diese Jahreszahl zusammen mit dem Namen Martin Thanner unter einer der Kapellenbänke.